# Medium Atomic Demolition Munition

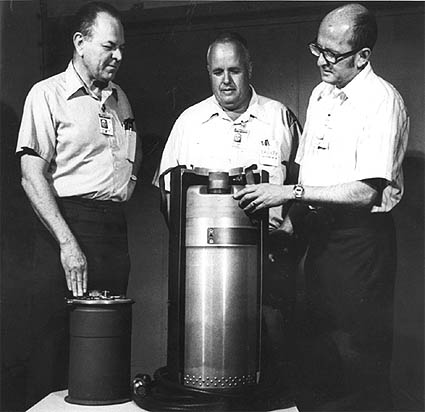
Naukowcy z miną MADM (głowica bojowa z lewej strony, osłona z prawej)

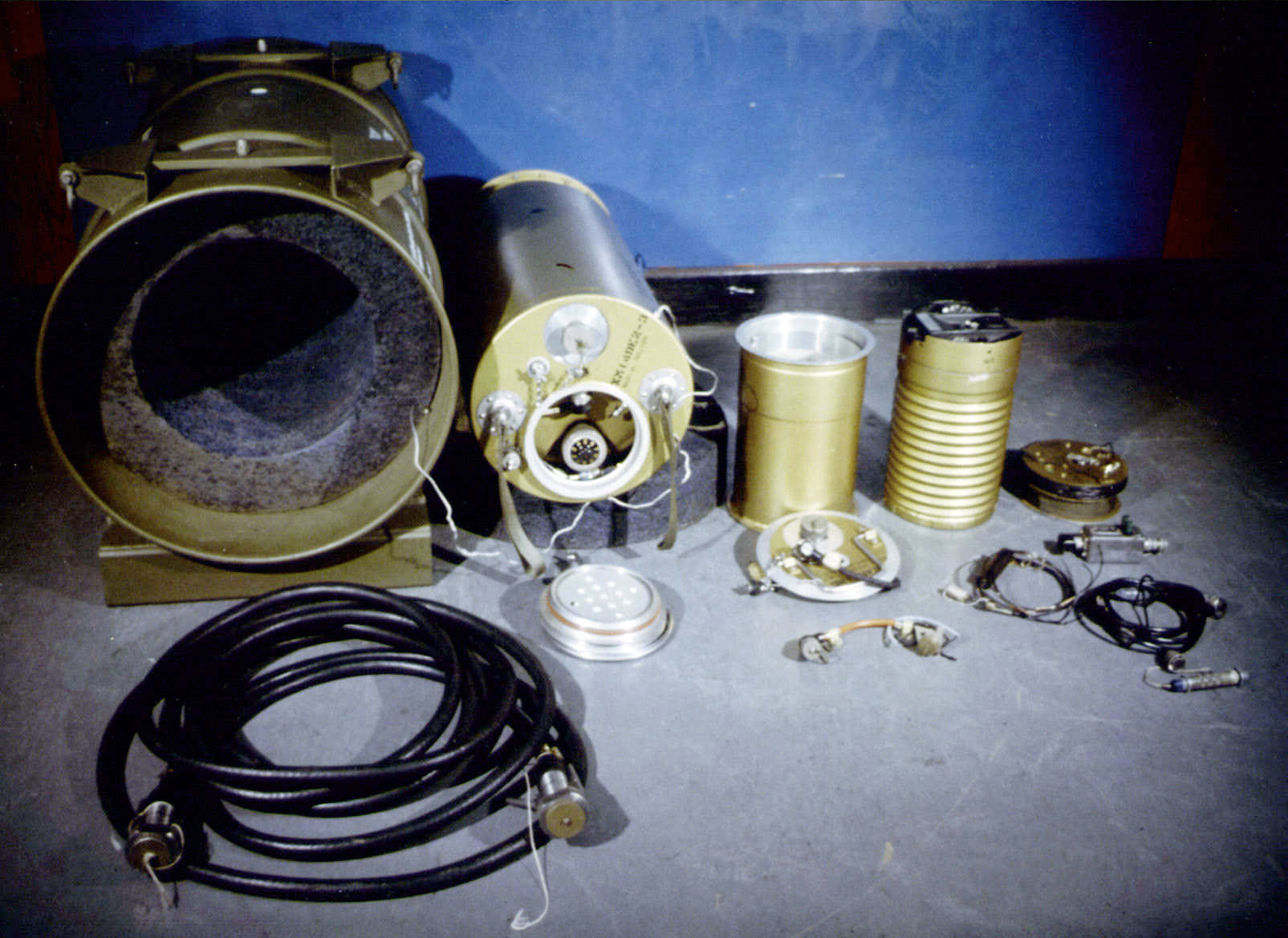
Rozłożona na części mina MADM

Medium Atomic Demolition Munition (MADM) – mina jądrowa, taktyczna broń nuklearna skonstruowana przez USA w czasie zimnej wojny. Została zaprojektowana do zastosowań taktycznych – do niszczenia infrastruktury oraz opóźniania poruszania się wojsk nieprzyjaciela. Miała relatywnie niską siłę rażenia (moc od 1 do 15 kt). Trzeba jednak zaznaczyć, że nadal pozostaje bardzo potężną bronią w porównaniu z konwencjonalnymi materiałami wybuchowymi. Waga każdego urządzenia typu MADM waha się w okolicach 181 kg. Miny te były produkowane w latach 1965–1986.